# Ghiacciaio Descent
Il ghiacciaio Descent è un ripido ghiacciaio lungo circa 4 km situato nella regione centro occidentale della Dipendenza di Ross, nell'Antartide orientale. Il ghiacciaio, il cui punto più alto si trova a circa 600 m s.l.m., si trova in particolare nella regione settentrionale della dorsale Royal Society, sulla costa di Scott, dove fluisce verso nord-ovest scorrendo tra il colle Briggs, a nord-est, e il ghiacciaio Condit, a sud-ovest, fino a unire il proprio flusso a quello del ghiacciaio Ferrar.

## Storia
Il ghiacciaio Descent è stato scoperto e mappato durante la Spedizione Discovery, condotta da 1901 al 1904 e comandata da Robert Falcon Scott, e così battezzato in ricordo dell'avventurosa discesa ("descent" in inglese) del ghiacciaio effettuata dal reparto di quella spedizione guidato da Albert Armitage. Tale nome appare per la prima volta già nelle mappe usate nella Spedizione Terra Nova condotta dal 1910 al 1913 e sempre al comando di Scott.